# Haghof (Isernhagen)

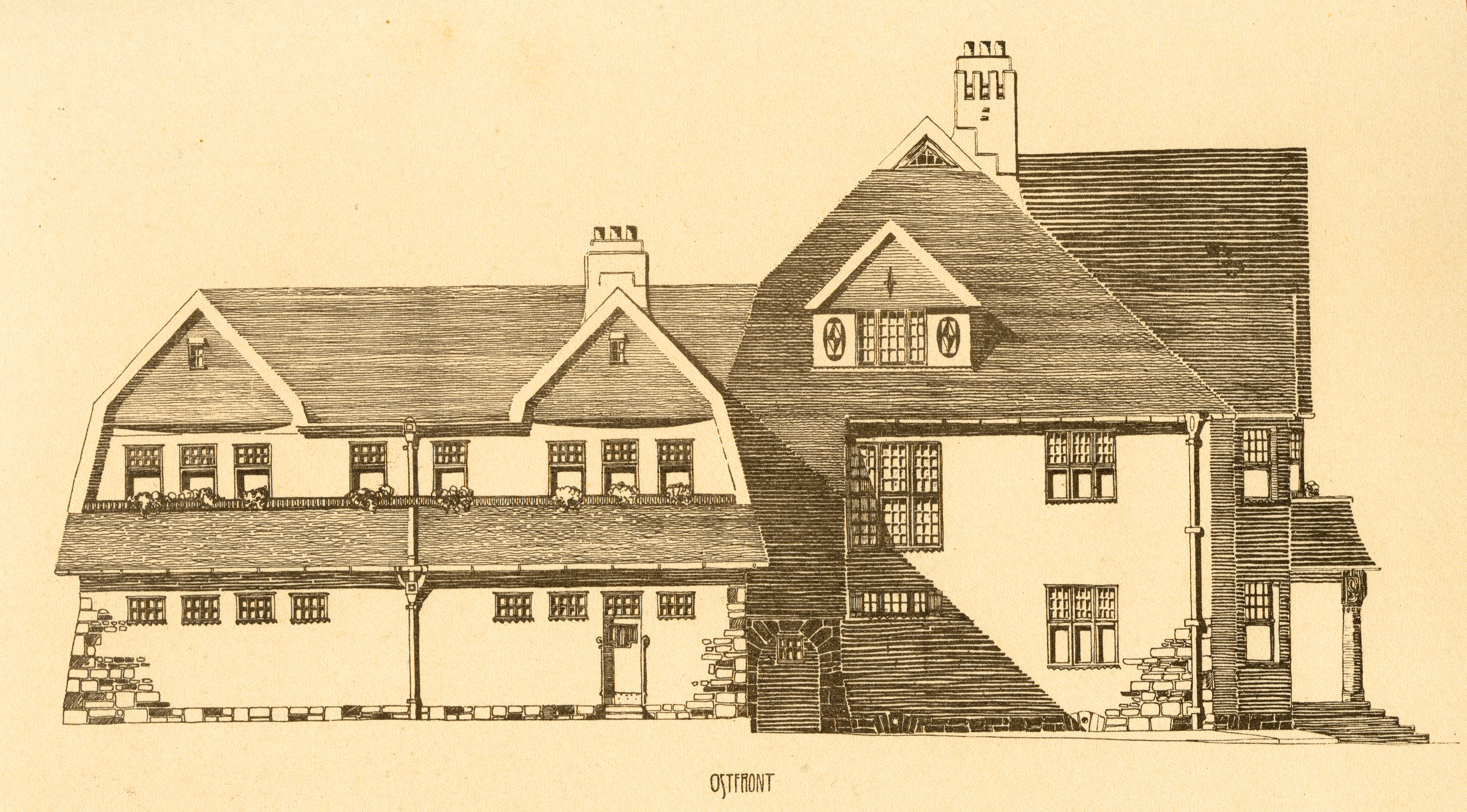
Zeichnung des Landhauses des Haghofs, Ostseite

Der Haghof ist eine bauliche Anlage in der Art eines Gutshofs in Isernhagen, Kircher Bauerschaft. Zur Anlage auf einem großflächigen Grundstück gehören neben einem villenähnlichen  Landhaus weitere Gebäude sowie Gartenanlagen. Das Landhaus wurde in den Jahren 1909 und 1910 errichtet und geht auf Pläne des Architekten Ferdinand Eichwede zurück. Seit 1986 steht es unter Denkmalschutz.

## Beschreibung

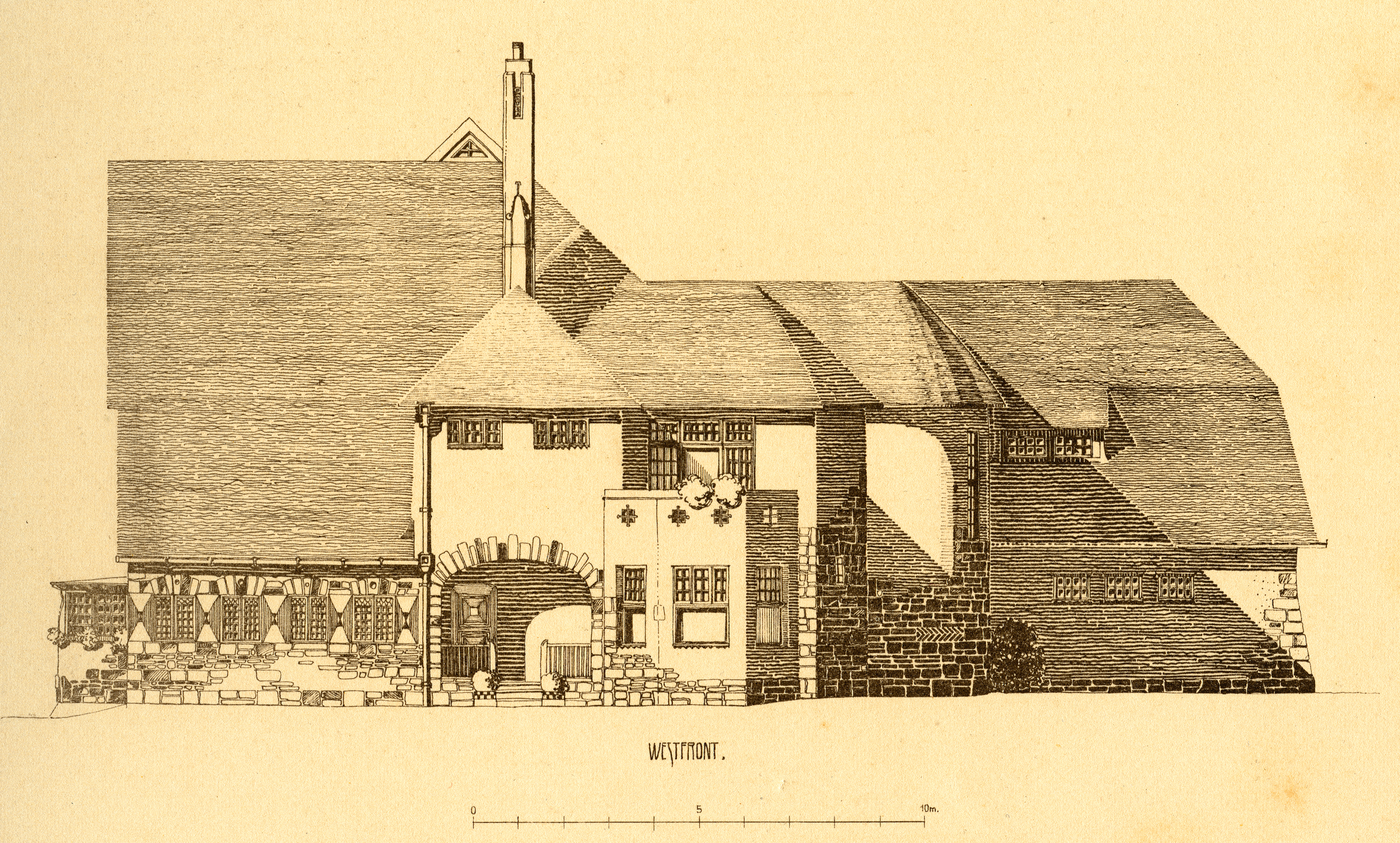
Westseite des Landhauses

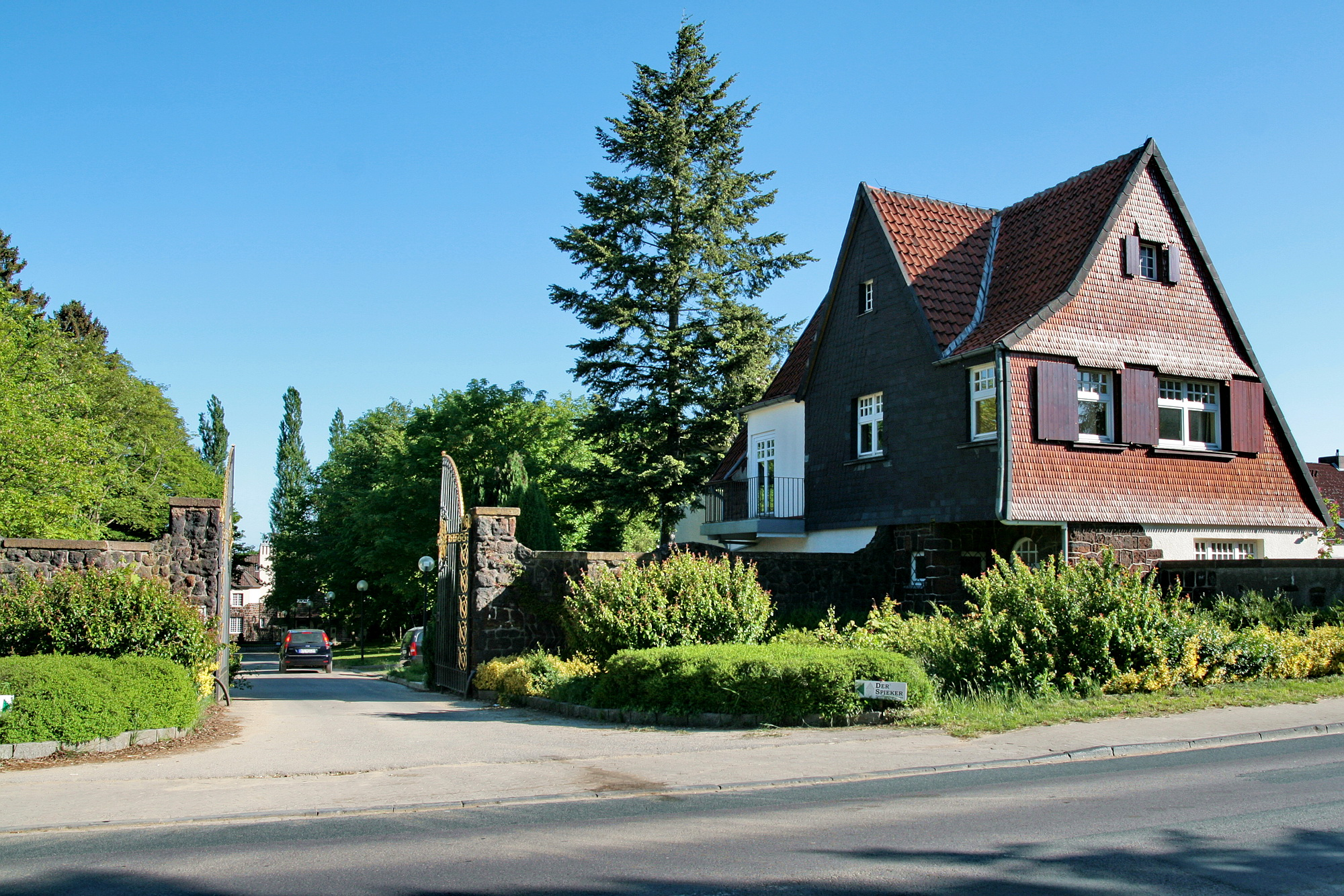
Toreinfahrt und ehemaliges Gärtnerwohnhaus

Der Haghof befindet sich auf einem ursprünglich 250.000 m² großen Grundstück. Anfangs war die Hälfte des Grundstücks als Acker- und Wiesenfläche vorgesehen. Rund 75.000 m² entfielen auf den Ziergarten und etwa 7.000 m² auf den Obst- und Gemüsegarten. Das Grundstück ist von einer verputzten Mauer eingefriedet. Die Toreinfahrten sind in Raseneisenstein gefasst. An der zentralen Einfahrt besteht ein schmiedeeisernes Gittertor.
Das Hauptgebäude ist ein zweigeschossiges Wohnhaus im Stil englischer Landhäuser. Daran schließt sich ein Gartenbereich mit Terrassen, Brunnen und Wasserbecken an. Er geht in einen Park mit Rasenflächen und Baumbestand über, in dem sich im hinteren Bereich ein künstlich angelegter Teich befindet. Neben der Grundstückszufahrt steht ein als Torhaus erbautes Gärtnerwohnhaus. Daran schließen sich Gebäude des Wirtschaftshofes mit Stallungen und Remisen an. Von den Bauten der Gärtnerei mit Gewächshäusern ist nur das Gärtnerwohnhaus erhalten.

## Geschichte
Ferdinand Eichwede und seine Cousine Alma Eichwede aus der vermögenden Duisburger Unternehmerfamilie Haniel erwarben 1909 ein großes Grundstück in der Kircher Bauerschaft. Die ersten Entwurfspläne für den Bau eines Landhauses, das für Alma Eichwede bestimmt war, betitelte Eichwede als mit „Landhaus für Herrn Dr. Ing. Ferd. Eichwede Isernhagen Kircher Bauernschaft“. Als Bauherr und Architekt stellte er einen Bauantrag, der einen Tag vor seinem Tod am 1. Mai 1909 genehmigt wurde. Die Bauausführung übernahm sein Mitarbeiter und Büronachfolger Franz Hoffmann. Es ist wahrscheinlich, dass Hoffmann dabei einige der Entwürfe von Eichwede umsetzte.
Ein Jahr nach dem Tod von Ferdinand Eichwede heiratete Alma Eichwede seinen Freund und Studienkollegen Karl Wach. Das Ehepaar lebte etwa bis zum Ende des Ersten Weltkriegs auf dem Haghof und veräußerte ihn dann. Die Anlage wurde zu einer Musterlandwirtschaft mit Pferden und Kühen umgewandelt. Im Jahre 1929 kaufte der Fabrikant Fritz Beindorff junior (1891–1938) vom Unternehmen Pelikan das Landgut und splittete es durch Einzelverpachtungen auf. Nach seinem Tod diente das Landhaus als Erholungsheim für Belegschaftsangehörige der Pelikanwerke. Von 1953 bis Mitte der 1980er Jahre war es ein Kinderheim der Pestalozzi-Stiftung aus Burgwedel. Von 1986 bis 1996 hatte der private Hörfunksender radio ffn seinen Sitz im Landhaus. Später stand die Anlage über 10 Jahre unter Zwangsverwaltung. Ein 8600 m² großer Teilbereich kam 2017 bei einer Zwangsversteigerung an einen Privatbesitzer, der eine Sanierung der Gebäude vornahm.

## Bewertung
Laut der Denkmalbegründung des Niedersächsischen Landesamtes für Denkmalpflege besteht an der Erhaltung des Haghofs aufgrund seiner orts-, siedlungs- und baugeschichtlichen Bedeutung ein öffentliches Interesse. Künstlerische Bedeutung komme ihm durch seine künstlerischen Gestaltwerte und der erhaltenen Innenausstattung zu. Er ist eines der wenigen zu Beginn des 20. Jahrhunderts im Umfeld von Hannover erbauten herrschaftlichen Landhäuser. Der Haghof entspricht der vom Architekten Hermann Muthesius seit 1900 propagierten Einheit von Haus und Garten mit ineinander übergehenden Innen- und Außenbereichen. Muthesius war einer der Initiatoren der Landhausbewegung in Deutschland und verfasste 1904 das Buch „Das englische Haus“, unter dessen Einfluss vor den Toren der Städte Landhäuser für eine betuchte Klientel entstanden sind.